# Göran Grip
Göran Grip, född 1945, är en svensk författare och narkosläkare.
Grip har skrivit självbiografin Allting finns (1994) och är medförfattare till Att mötas i vården (1991) och Dem jag älskade (1997). 
Grip har översatt en rad böcker från engelska, framför allt sådana som handlar om den så kallade nära-döden-upplevelsen och tidigare-liv-upplevelsen. Elisabeth Kübler-Ross, Brian L. Weiss, Raymond A. Moody och Melvin Morse är författare vars böcker översatts till svenska av Göran Grip.
Han föreläser ibland om sin egen och andras nära-döden-upplevelser.